# Іто Меґумі
Іто Меґумі (6 березня 1966) — японська плавчиня.
Учасниця Олімпійських Ігор 1988 року.
Призерка Чемпіонату світу з водних видів спорту 1986 року.